# Leopoldo I d'Asburgo (duca)
Leopoldo I d'Asburgo (Vienna, 4 agosto 1290 – Strasburgo, 28 febbraio 1326) è stato duca d'Austria e Stiria.

## Biografia
Era il terzo figlio maschio del re Alberto I d'Asburgo († 1308) ed Elisabetta di Tirolo-Gorizia. Dopo la morte dei genitori, divenne capo della casa d'Asburgo e ottenne i territori dell'Austria Anteriore.
Sostenne il fratello Federico il Bello nell'elezione a re di Germania contro Ludovico il Bavaro. Nella guerra contro i cantoni svizzeri, Leopoldo venne sconfitto nella battaglia di Morgarten, il 15 novembre 1315. Dopo un'ulteriore sconfitta a Mühldorf am Inn nel 1322, Leopoldo dovette impegnarsi a fondo per il rilascio del fratello fatto prigioniero. Federico venne liberato il 28 settembre, in cambio della rinuncia al trono di Germania: a quel punto Ludovico poté ottenere la ratifica della sua elezione da papa Giovanni XXII.

## Discendenza
Dal matrimonio con Caterina, figlia del conte Amedeo V di Savoia, ebbe due figlie:
- Caterina (1320-1349), sposò Enguerrand VI de Coucy, madre di Enguerrand VII di Coucy;
- Agnese (1322–1392), sposò il Duca Bolko II di Świdnica.

## Ascendenza
|                               |                              |                            | Genitori                 |  |  | Nonni |  |  | Bisnonni             |  |  | Trisnonni          |  |
|                               |                              |                            |                          |  |  |       |  |  | Alberto IV il Saggio |  |  | Rodolfo il Vecchio |  |
|                               |                              |                            |                          |  |  |       |  |  | Alberto IV il Saggio |  |  | Rodolfo il Vecchio |  |
|                               |                              | Agnese di Staufen          |                          |  |  |       |  |  | Alberto IV il Saggio |  |  |                    |  |
| Rodolfo I d'Asburgo           |                              |                            |                          |  |  |       |  |  | Alberto IV il Saggio |  |  |                    |  |
|                               |                              | Edwige di Kyburg           | …                        |  |  |       |  |  |                      |  |  |                    |  |
|                               |                              | Edwige di Kyburg           | …                        |  |  |       |  |  |                      |  |  |                    |  |
|                               |                              | Edwige di Kyburg           | …                        |  |  |       |  |  |                      |  |  |                    |  |
| Alberto I d'Asburgo           |                              | Edwige di Kyburg           |                          |  |  |       |  |  |                      |  |  |                    |  |
|                               |                              | Burcardo V di Hohenberg    | Burcardo IV di Hohenberg |  |  |       |  |  |                      |  |  |                    |  |
|                               |                              | Burcardo V di Hohenberg    | Burcardo IV di Hohenberg |  |  |       |  |  |                      |  |  |                    |  |
|                               |                              | Burcardo V di Hohenberg    | Valpurga di Aichelberg   |  |  |       |  |  |                      |  |  |                    |  |
| Gertrude di Hohenberg         |                              | Burcardo V di Hohenberg    |                          |  |  |       |  |  |                      |  |  |                    |  |
|                               |                              | Matilde di Tubinga         | Rodolfo II di Tubinga    |  |  |       |  |  |                      |  |  |                    |  |
|                               |                              | Matilde di Tubinga         | Rodolfo II di Tubinga    |  |  |       |  |  |                      |  |  |                    |  |
|                               |                              | Matilde di Tubinga         | ? di Ronsberg            |  |  |       |  |  |                      |  |  |                    |  |
| Leopoldo I d'Asburgo          |                              | Matilde di Tubinga         |                          |  |  |       |  |  |                      |  |  |                    |  |
|                               | Mainardo I di Tirolo-Gorizia | Enghelberto III di Gorizia |                          |  |  |       |  |  |                      |  |  |                    |  |
|                               | Mainardo I di Tirolo-Gorizia | Enghelberto III di Gorizia |                          |  |  |       |  |  |                      |  |  |                    |  |
|                               | Mainardo I di Tirolo-Gorizia | Matilde di Andechs         |                          |  |  |       |  |  |                      |  |  |                    |  |
| Mainardo II di Tirolo-Gorizia | Mainardo I di Tirolo-Gorizia |                            |                          |  |  |       |  |  |                      |  |  |                    |  |
|                               |                              | Adelaide del Tirolo        | Alberto III di Tirolo    |  |  |       |  |  |                      |  |  |                    |  |
|                               |                              | Adelaide del Tirolo        | Alberto III di Tirolo    |  |  |       |  |  |                      |  |  |                    |  |
|                               |                              | Adelaide del Tirolo        | Uta di Frontenhausen     |  |  |       |  |  |                      |  |  |                    |  |
| Elisabetta di Tirolo-Gorizia  |                              | Adelaide del Tirolo        |                          |  |  |       |  |  |                      |  |  |                    |  |
|                               |                              | Ottone II di Baviera       | Ludovico I di Baviera    |  |  |       |  |  |                      |  |  |                    |  |
|                               |                              | Ottone II di Baviera       | Ludovico I di Baviera    |  |  |       |  |  |                      |  |  |                    |  |
|                               |                              | Ottone II di Baviera       | Ludmilla di Boemia       |  |  |       |  |  |                      |  |  |                    |  |
| Elisabetta di Baviera         |                              | Ottone II di Baviera       |                          |  |  |       |  |  |                      |  |  |                    |  |
|                               |                              | Agnese del Palatinato      | Enrico V del Palatinato  |  |  |       |  |  |                      |  |  |                    |  |
|                               |                              | Agnese del Palatinato      | Enrico V del Palatinato  |  |  |       |  |  |                      |  |  |                    |  |
|                               |                              | Agnese del Palatinato      | Agnese di Hohenstaufen   |  |  |       |  |  |                      |  |  |                    |  |
|                               |                              | Agnese del Palatinato      |                          |  |  |       |  |  |                      |  |  |                    |  |